# أفرم فلمز
أفرم فيلمز (بالإنجليزية: Affirm Films) هواستوديو أفلام مسيحي أمريكي متخصص في إنتاج وتسويق وشراء الأفلام التي ترتكز على الإيمان. وهو فرع من شركة سوني بيكتشرز، وتعتبر أبرز الأفلام الدرامية ذات الطابع الإيماني التي أنتجها الاستوديو هي "معجزات من الجنة و"غرفة الحرب. وقد حققت أفلام الاستوديو مجتمعة إيرادات تزيد عن 520 مليون دولار في شباك التذاكر العالمي.